# سة تشاه غلال (تشين)
سة تشاه غلال (بالفارسية: سه چاه گلال) هي قرية تقع في إيران في قسم تشین الريفي. يقدر عدد سكانها بـ 37 نسمة .